# (6635) Zuber
(6635) Zuber est un astéroïde de la ceinture principale, de la famille de Hungaria.

## Description
(6635) Zuber est un astéroïde de la ceinture principale, de la famille de Hungaria, nommé en honneur de l'astronome Maria T. Zuber. Il présente une orbite caractérisée par un demi-grand axe de 1,89 UA, une excentricité de 0,11 et une inclinaison de 24,2° par rapport à l'écliptique.

## Compléments